# Peridroma carbonifera
Peridroma carbonifera är en fjärilsart som beskrevs av Paul Mabille 1885. Peridroma carbonifera ingår i släktet Peridroma och familjen nattflyn. Inga underarter finns listade i Catalogue of Life.